# Finále Grand Prix IAAF 1988
4. Finále Grand Prix IAAF – lehkoatletický závod, který se odehrál 13. září roku 1988 v Západním Berlíně na stadionu Olympiastadion Berlín. 

## Výsledky

### Muži
| Disciplína      | 1. místo        | Výkon    | 2. místo         | Výkon    | 3. místo           | Výkon    |
| Běh na 100 m    | Calvin Smith    | 10,12    | Chidi Imoh       | 10,16    | Brian Cooper       | 10,16    |
| Běh na 800 m    | Tom McKean      | 1:47,60  | Sebastian Coe    | 1:47,87  | Dieudonné Kwizera  | 1:48,25  |
| Běh na 1 míli   | Saïd Aouita     | 3:56,21  | Jim Spivey       | 3:56,55  | José Luis González | 3:56,67  |
| Běh na 5000 m   | José Regalo     | 13:22,20 | Eamonn Martin    | 13:22,88 | Domingos Castro    | 13:24,03 |
| 3000 m překážek | Julius Kariuki  | 8:24,52  | Patrick Sang     | 8:25,27  | Peter Koech        | 8:27,09  |
| 400 m překážek  | Danny Harris    | 49,29    | Amadou Dia Bâ    | 49,50    | Dave Patrick       | 49,54    |
| Skok vysoký     | Patrik Sjöberg  | 2,33 m   | Javier Sotomayor | 2,33 m   | Rudolf Povarnicyn  | 2,25 m   |
| Trojskok        | Mike Conley     | 17,59 m  | Oleg Protensko   | 17,39 m  | Robert Cannon      | 16,87 m  |
| Vrh koulí       | Helmut Krieger  | 20,79 m  | Ron Backes       | 19,96 m  | Georg Andersen     | 19,70 m  |
| Hod kladivem    | Igor Astapkovič | 81,26 m  | Tibor Gécsek     | 79,72 m  | Christoph Sahner   | 77,96 m  |

### Ženy
| Disciplína     | 1. místo               | Výkon    | 2. místo              | Výkon    | 3. místo          | Výkon    |
| Běh na 200 m   | Grace Jacksonová       | 22,70    | Mary Onyali           | 22,80    | Pauline Davisová  | 23,12    |
| Běh na 400 m   | Ana Fidelia Quirotová  | 50,27    | Jillian Richardson    | 50,52    | Grace Jacksonová  | 51,11    |
| Běh na 1500 m  | Paula Ivanová          | 4:00,24  | Mitica Constantin     | 4:04,97  | Elly van Hulstová | 4:06,52  |
| Běh na 5000 m  | Liz McColganová        | 15:03,29 | Ingrid Kristiansenová | 15:10,89 | Jill Hunter       | 15:17,77 |
| 100 m překážek | Claudia Zaczkiewiczová | 12,93    | Ulrike Denk           | 12,96    | Marjan Olijslager | 13,05    |
| Hod diskem     | Hilda Ramos            | 66,58 m  | Dagmar Galler         | 61,72 m  | Maritza Marténová | 60,88 m  |
| Hod oštěpem    | Manuela Alizadeh       | 62,52 m  | Beate Peters          | 62,14 m  | Ingrid Thyssen    | 61,70 m  |